# Cassa armonica (architettura)

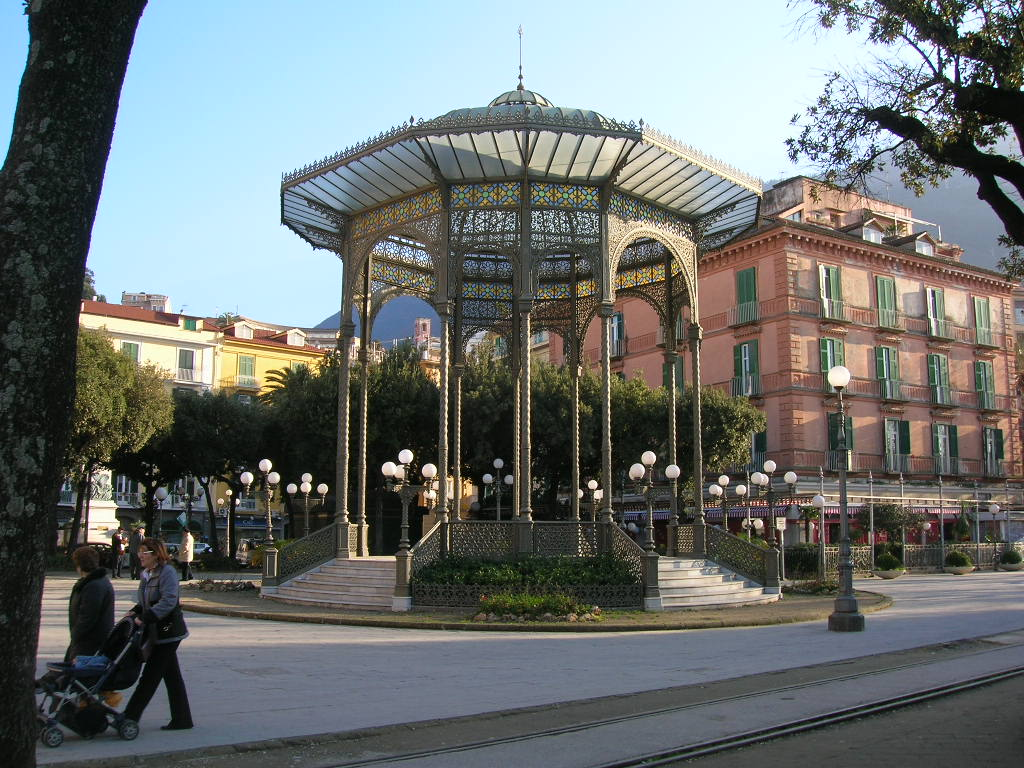
La cassa armonica di Castellammare di Stabia.

La cassa armonica, o chiosco della musica, è un arredo urbano che contribuisce ad abbellire lo spazio pubblico e concepito per ospitare gruppi musicali che eseguono concerti.

## Storia
Collocato nei giardini o parchi, il chiosco della musica fa parte di uno stile di architettura della festa sviluppata in Europa, tra la fine del XIX e l'inizio del XX secolo, nelle località turistiche, dove, quando ancora conservata, evoca il piacere della villeggiatura al mare. In seguito,  dall'Europa si diffuse nei paesi del Nuovo mondo. La diffusione sul territorio italiano riguarda quasi esclusivamente le regioni centromeridionali.
È una struttura architettonica, di solito a pianta circolare o in forma di poligono regolare, coperta da un tetto sostenuto da pilastrini sottili, aperta sui lati negli spazi fra i montanti che sostengono il tetto. Veniva costruita, di norma, nel belvedere dei giardini all'italiana. La sua struttura, dapprima in legno, fu poi realizzata anche in ghisa e vetro: tra gli esempi in Italia si ricordano quelli di Castellammare di Stabia, opera di Eugenio Cosenza, considerata tra le più belle al mondo, e quella di Napoli, progettata da Enrico Alvino; in Sicilia quella di Catania, di Augusta, quella di Caltagirone, nonché il Palco della Musica di Palermo, davanti al Politeama, e il tempietto circolare al centro della villa comunale di Lecce. 
Nelle sere d'estate, la cassa armonica può essere anche tutta illuminata in occasione dei festeggiamenti patronali.

## Esempi di casse armoniche

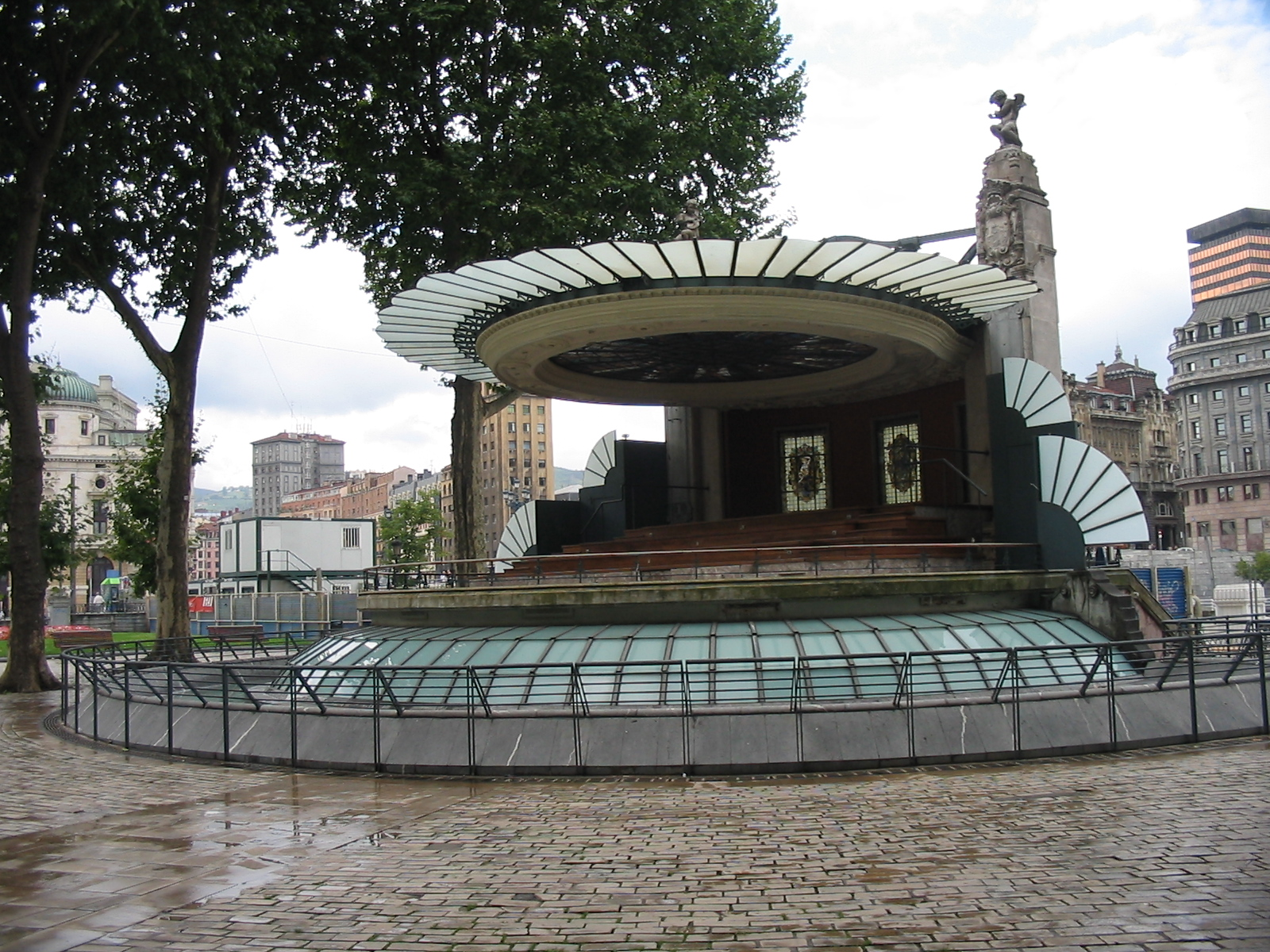
Bilbao (Spagna)
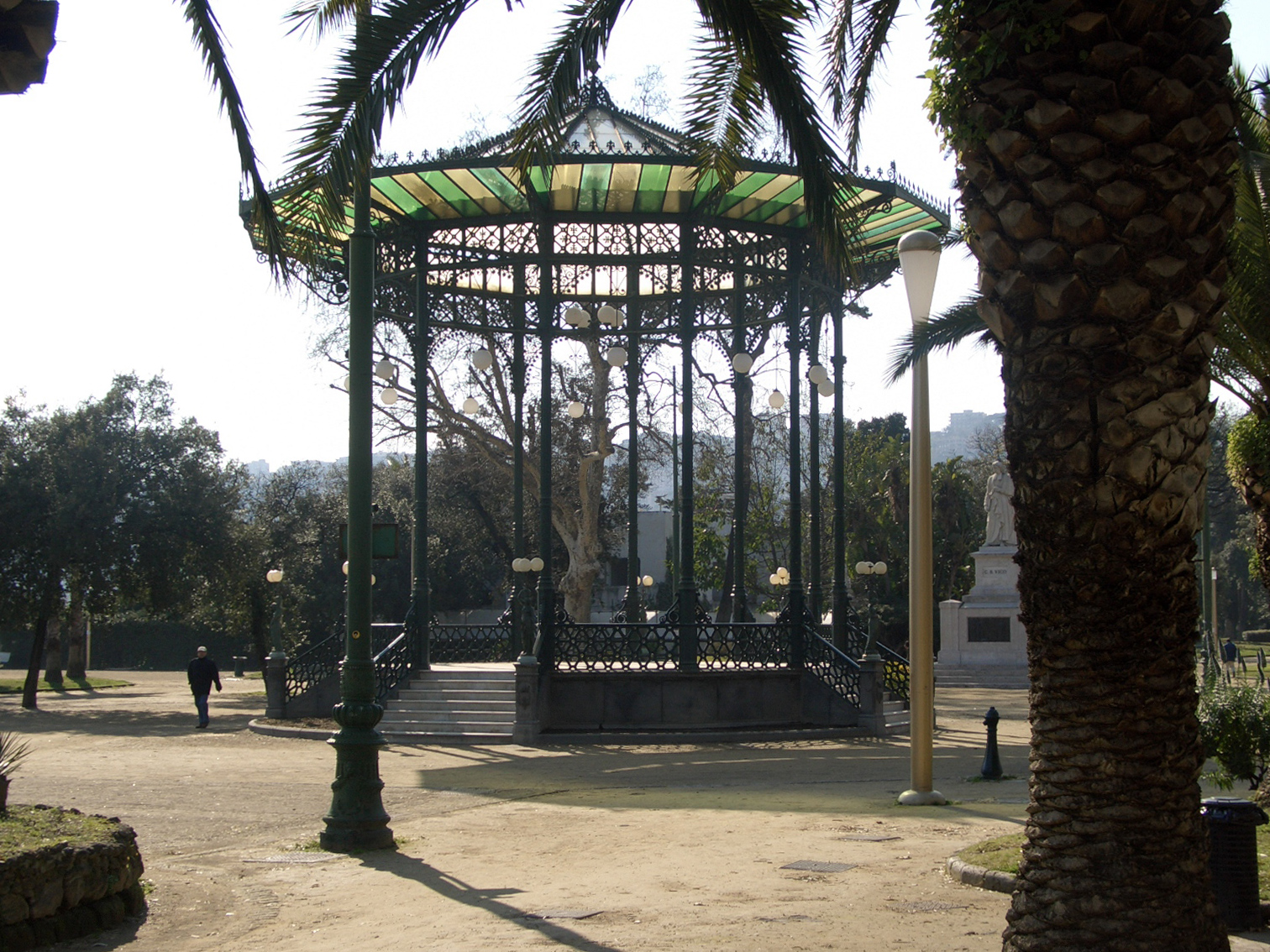
Napoli
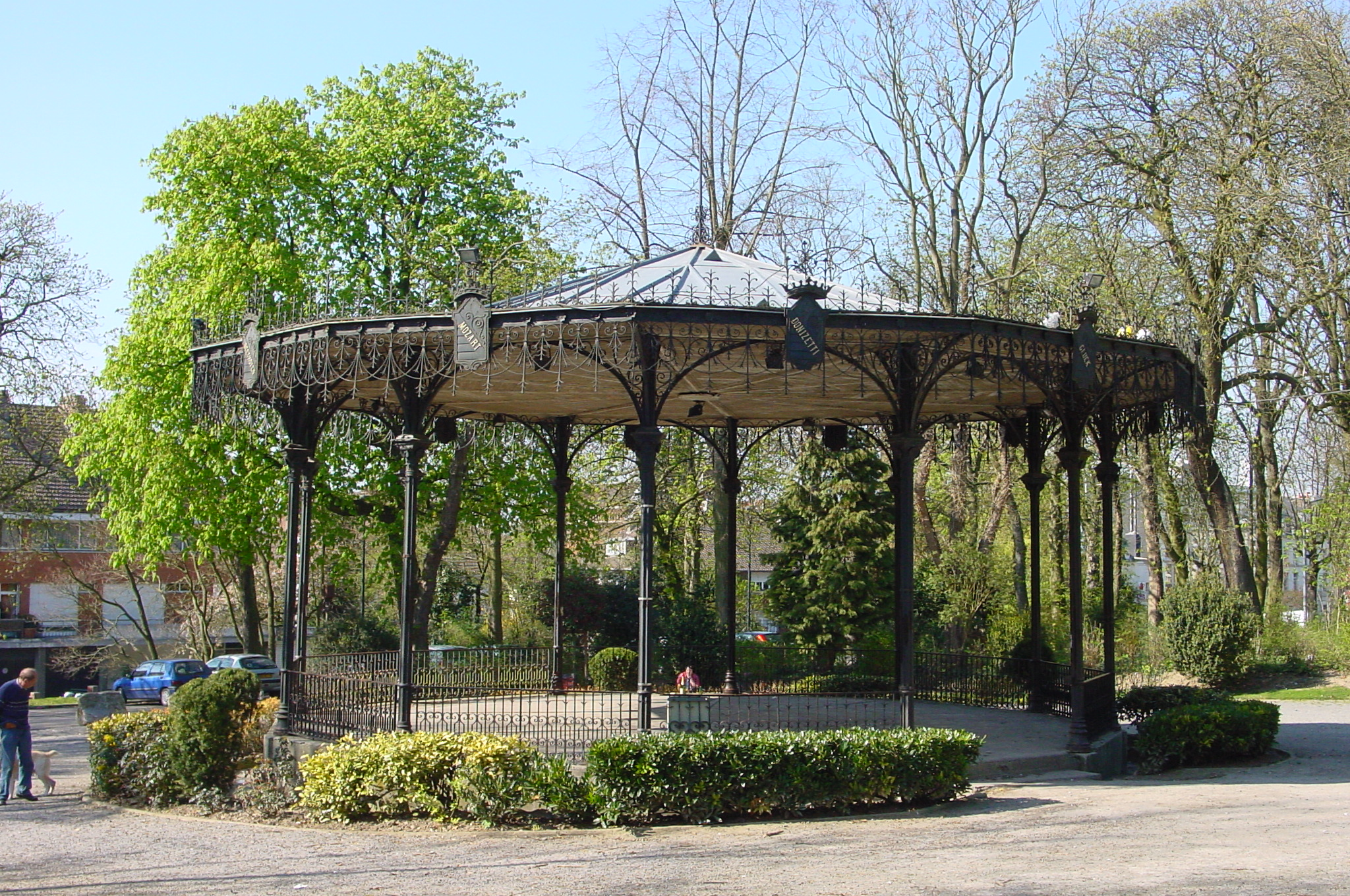
Cambrai (Francia)
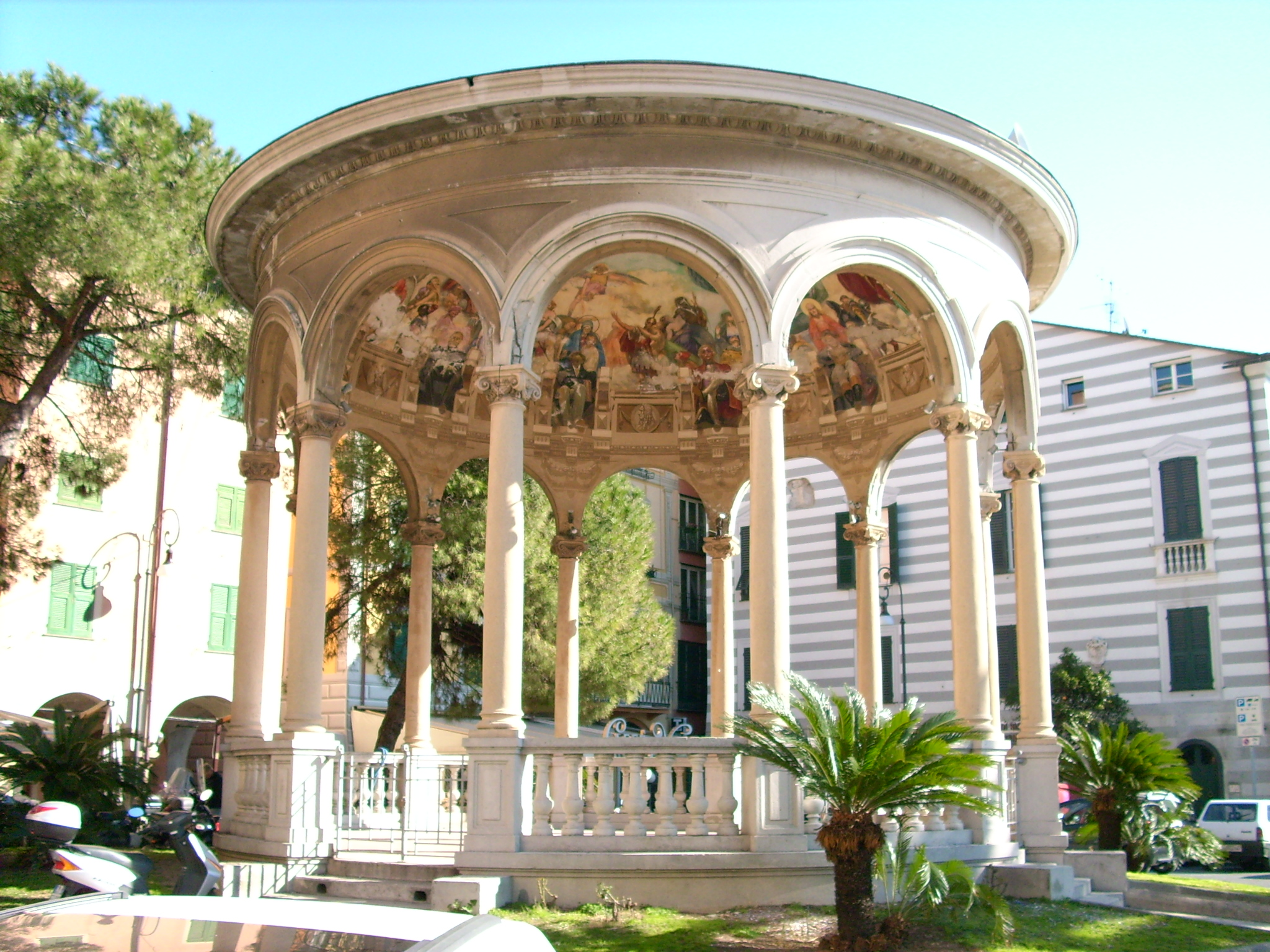
Rapallo
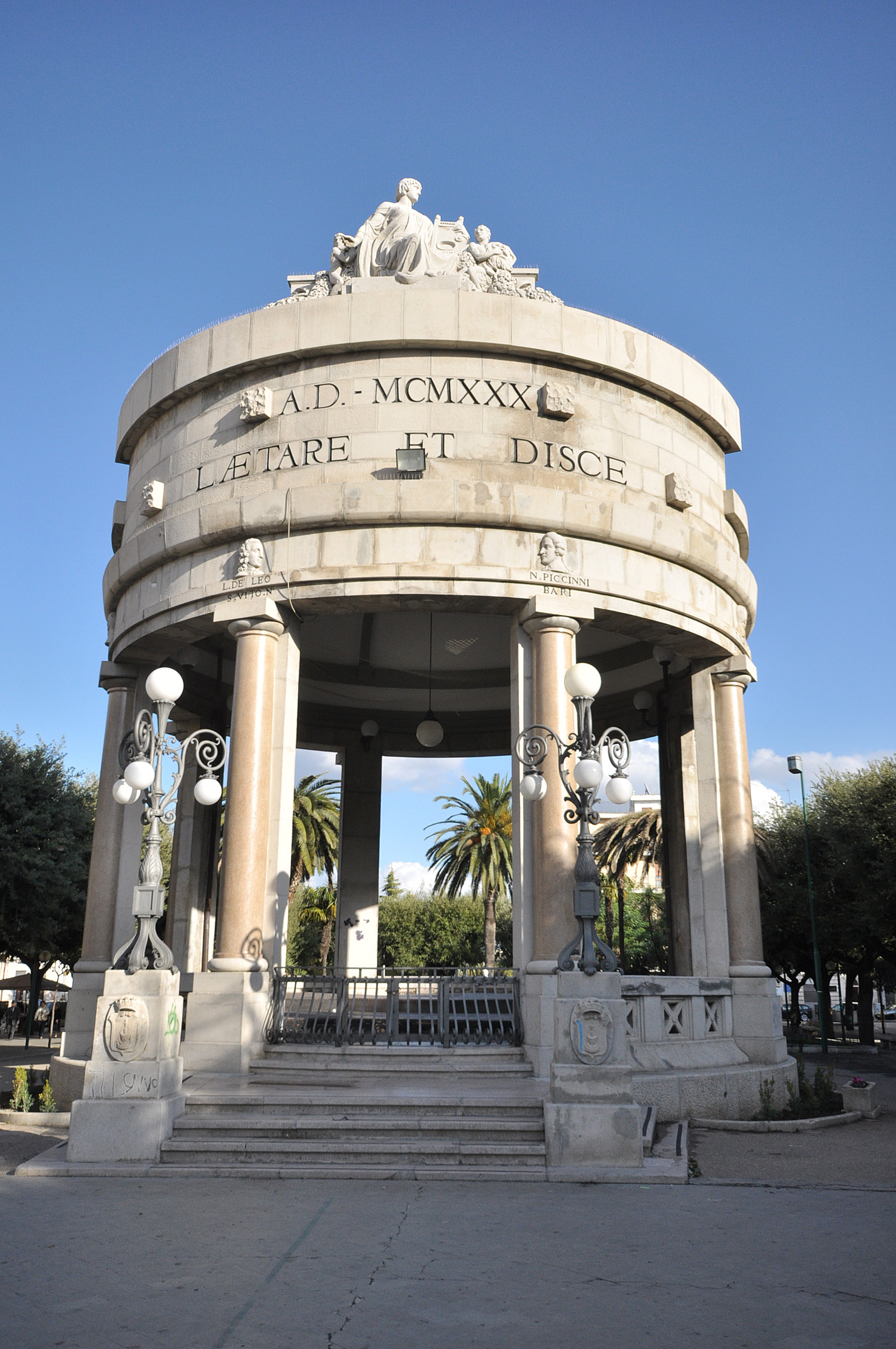
Cassarmonica, Acquaviva delle Fonti
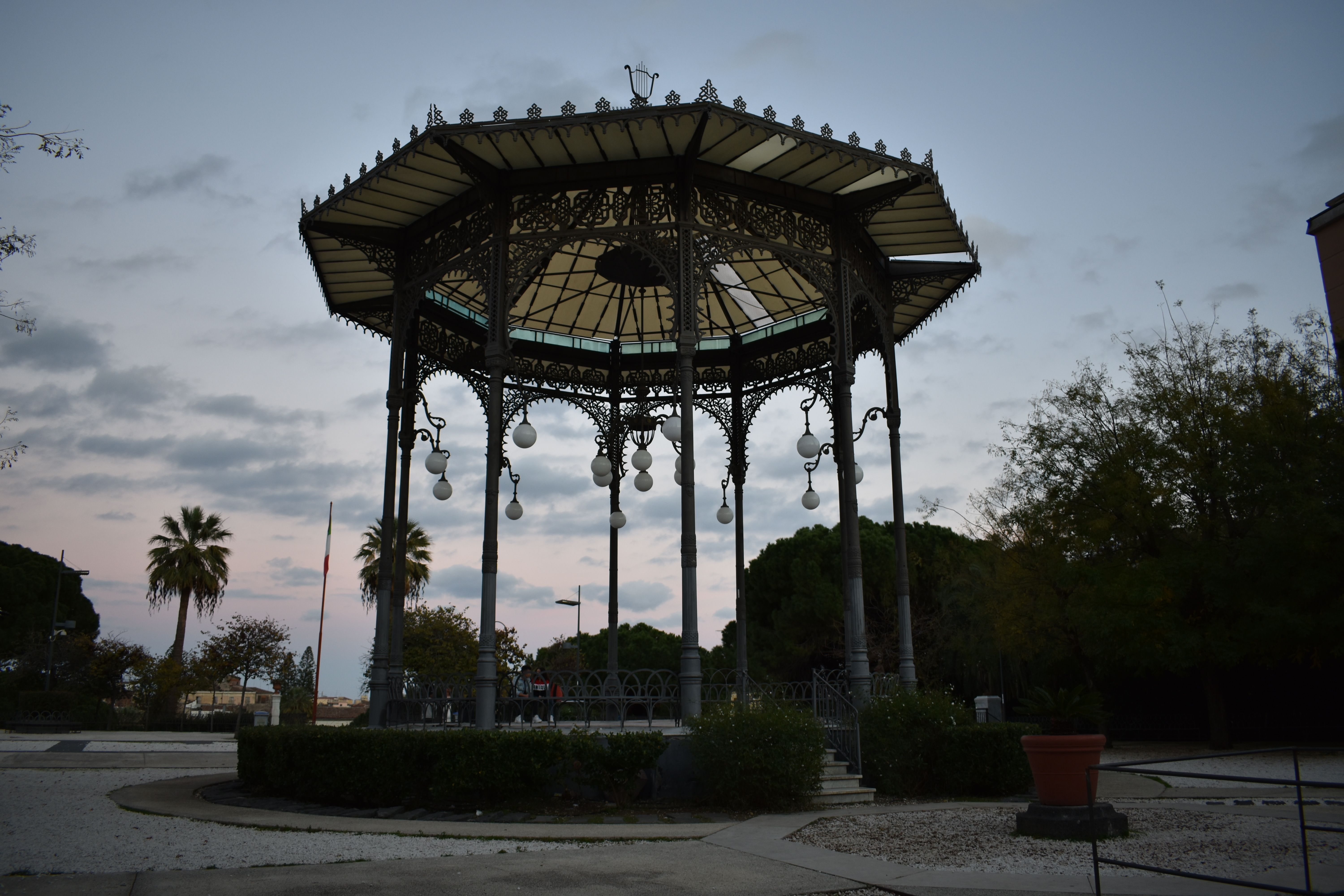
Catania
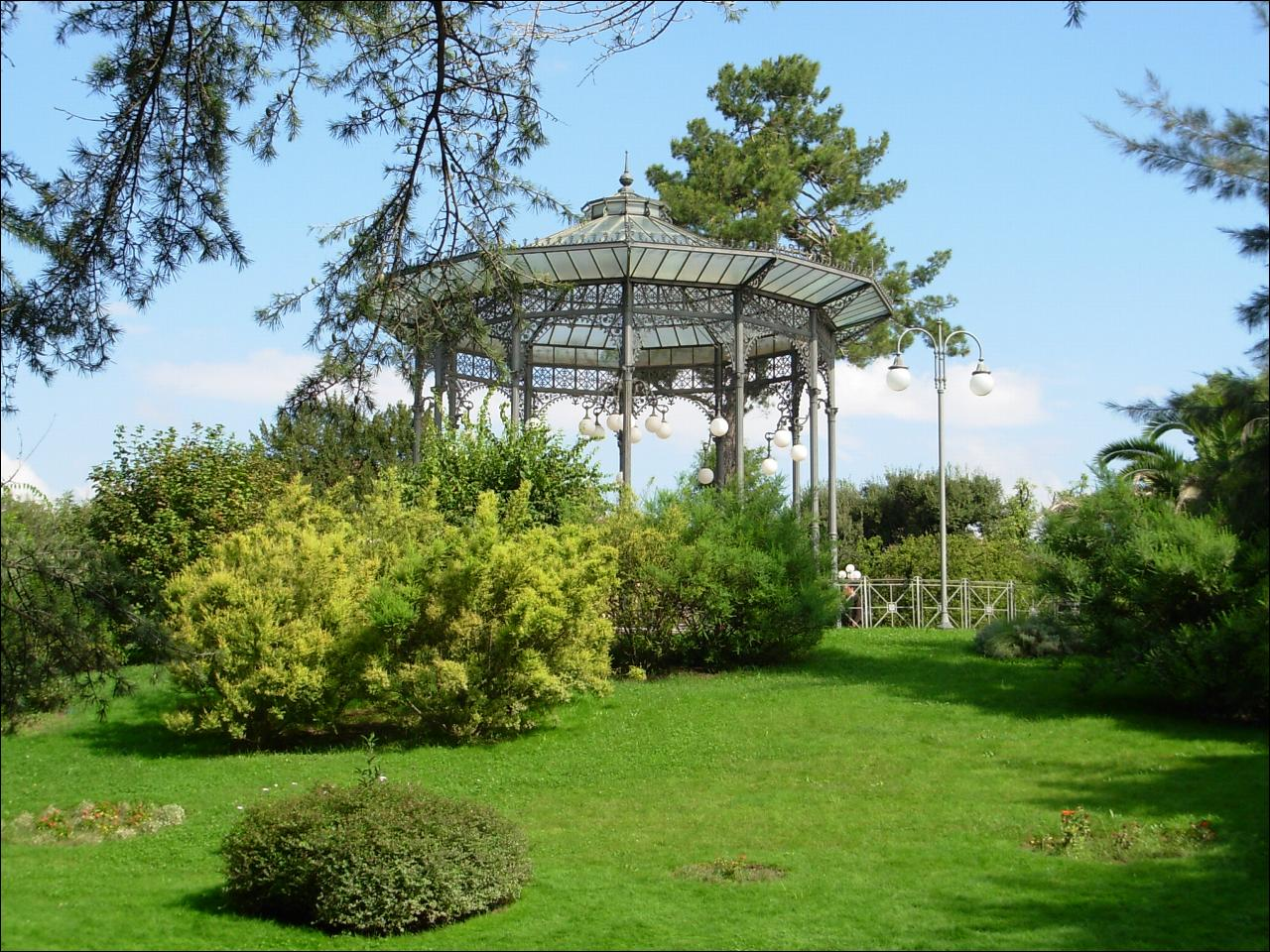
Benevento